# Pentium III

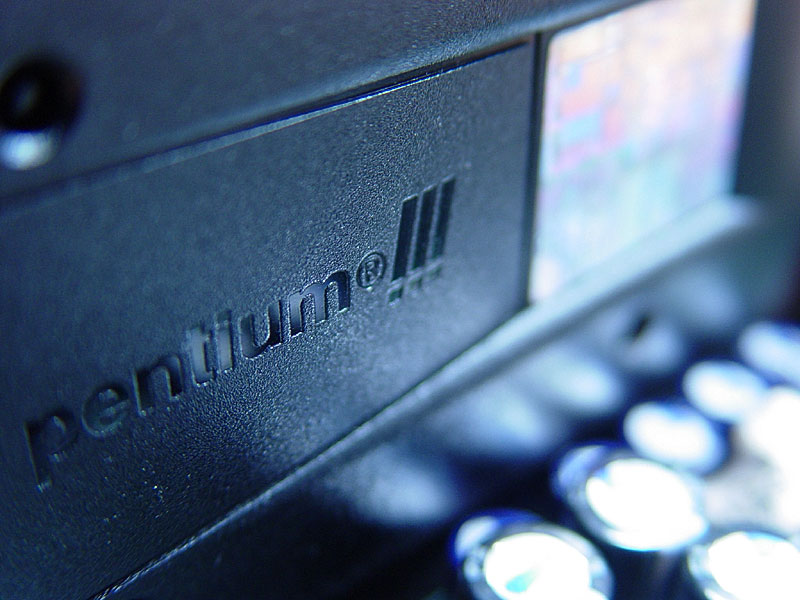
Slot 1-es Pentium III processzor

A Pentium III az Intel 1999. február 26-án bemutatott, 32 bites, x86-os (egész pontosan hatodik generációs Intel P6) mikroarchitektúrára épülő asztali és hordozható számítógépekbe egyaránt gyártott processzora. A széria nagyon hasonlított az elődeihöz, vagyis a Pentium II processzorokhoz. A legszembetűnőbb fejlesztés az SSE utasításkészlet támogatása volt, ami a multimédiás és 3 dimenziós grafikát használó alkalmazások feldolgozását hivatott gyorsítani, valamint egy olyan technológia felhasználása, ami lehetővé tette, hogy a gyártósoron minden processzor egy egyedi, chipbe égetett azonosítót kapjon.
A Pentium II-höz hasonlóan a Pentium III szériából is készültek alsóbb kategóriás Celeron és felsőbb kategóriás, szerverekbe és munkaállomásokba szánt Xeon jelzésű processzorok. A szériát a Pentium 4 követte, de a Tualatin mag később alapul szolgált egy más irányzatú processzorcsaládhoz, a Pentium M-hez is. A Pentium M processzorok P-M nevű architektúráját ugyanis a Tualatin processzorokban használt P6 mikroarchitektúrából fejlesztették, nem pedig a Pentium 4-nél felhasznált NetBurst-ből, ami később az energiatakarékos Intel Core architektúrájának alapjává vált.
A Pentium III volt az első Intel processzor, ami átlépte az 1 GFLOPS (egymilliárd lebegőpontos számítás másodpercenként) álomhatárát.

## Pentium III magok

### Katmai

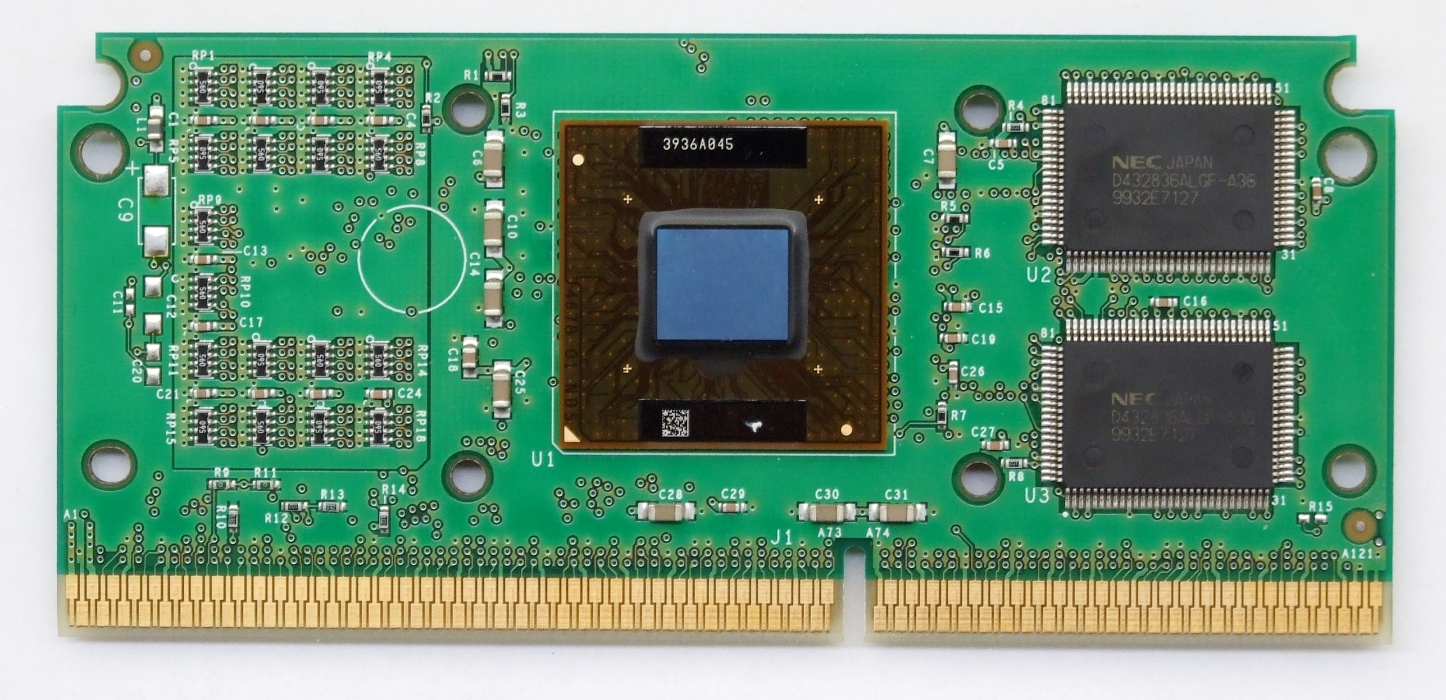
Pentium III Katmai SECC2 cartridge, hűtőborda nélkül. Jól látható a két gyorsítótár-modul.

Az eredeti, Katmai magos verzió nagyon hasonlított a 0,25 mikrométeres gyártási technológiával készült Pentium II processzorokra. A különbség csupán a Pentium III SSE-támogatásában és a megnövelt első szintű gyorsítótárban rejlett. Emiatt volt csak elenyésző különbség a kései Pentium II és a korai Pentium III chipek teljesítménye között. Az első, Katmai magos kiadások 450 és 500 MHz-es órajellel készültek, de később, 1999. május 17-én egy 550 MHz-es, és augusztus 2-án egy 600 MHz-es verzió is napvilágot látott. Nem sokkal később, szeptemberben az Intel kiadta az 533B és 600B processzorokat, amik az eddigiek 100 MHz-es buszsebességével ellentétben 133 MHz-es FSB-vel rendelkeztek.
A Katmai magos processzoroknál a Pentium II időszakából jól ismert slot-os tokozást egy újabb verzióját, a SECC2-t alkalmazták, aminél a hűtőborda érintkezik a processzor magjával, hogy közvetlenül szállítsa el a CPU által termelt hőt. A korai 450 és 500 MHz-es processzorokból készült néhány Pentium II-vel megegyező (SECC) tokozású példány is.
A legnépszerűbb legyártott Katmai-széria az 'SL35D' sSpec-jelzésű volt, ami 450 MHz-esként került le a gyártósorról, viszont a legtöbb darab esetében a 600 MHz-es verzió gyorsítótár-moduljai voltak integrálva. Ennek köszönhetően 600 MHz-es órajelen is tudott üzemelni gond nélkül.

### Coppermine

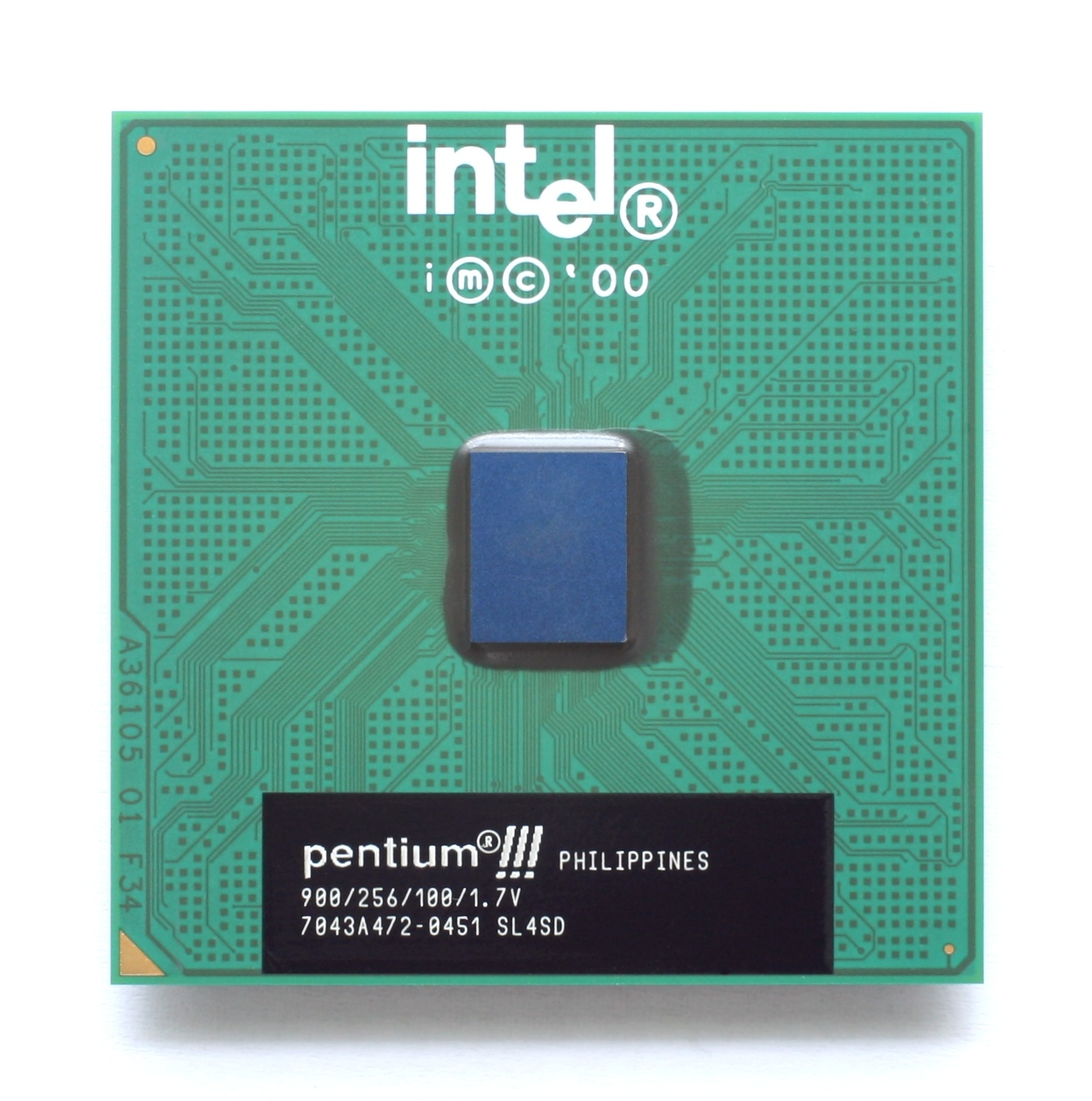
A 900 MHz-es Coppermine Pentium III.

A Coppermine magos processzorok Advanced Transfer Cache-nek nevezett, integrált 256 KiB-os, alacsonyabb késleltetésű másodszintű gyorsítótárral rendelkeztek. Ennek az újításnak köszönhetően jelentős teljesítményjavulás volt megfigyelhető a Katmai maghoz képest. A versenytárs AMD cég Athlon processzorai megjelenésének nyomására az Intel teljesen újratervezte a magot és orvosolta a közismert hibáját, vagyis az adat-futószalag sebességvesztését. Ennek köszönhetően 30%-os gyorsulás volt tapasztalható azokban a programokban, amikben azelőtt a probléma felmerült.
A mag 0,18 mikrométeres gyártási technológiával készült. Az első, 500, 533, 550, 600, 650, 667, 700 és 733 MHz-es kiadások 1999. október 25-én jöttek ki. 1999. december és 2000 májusa között további fejlesztésként elkészültek a 750, 800, 850, 866, 900, 933 és 1000 MHz-es chipek is. Vegyesen gyártottak 100 és 133 MHz-es verziókat. A 133-as buszsebesség jelölésére egy 'B' utótag szolgált, amit az új, 0,18 mikronos gyártás 'E' betűs jelölésével egybeírva 'EB'-ként azonosította a processzorokat.
Egy 1133 MHz-es példány is megjelent a piacon 2000 nyarán, de hivatalosan visszahívták, miután a HardOCP és a Tom's Hardware számítástechnikai oldalak rávilágítottak az instabilitására. A Coppermine mag képtelen volt megbízható működésre ekkora sebesség mellett némi finomhangolás, agresszív hűtés és plusz feszültség nélkül. Hivatalosan csak az i820 csipkészletű Intel VC820 alaplap támogatta ezt a processzort, de még ezzel is problémákat jelzett vissza több különböző, egymástól független hardveres szakoldal. A még stabilan lefutó tesztek alapján pedig kiderült, hogy jelentéktelen gyorsulást mutat egy 1000 MHz-es verzióhoz képest. Több mint fél évbe került a cégnek kijavítani a hibát és kiadni átdolgozott 1,1 és 1,13 GHz-es példányokat.
Gyakori tévhit, hogy a Microsoft az Xbox nevű játékkonzolját átépített Coppermine magos Pentium III processzorokkal szállította. Az említett konzolban valójában egy Micro-PGA2 tokozású, 733 MHz-es Mobile Celeron fut. A tény alapján, miszerint ebben a processzorban ugyanaz a nyolcirányú gyorsítótár van, mint a Pentium III CPU-kban, az Xbox processzora tulajdonképpen egy Pentium III, fele akkora gyorsítótárral. Ennek ellenére ez nem teljesen igaz.
A fejlesztési név (Coppermine, 'Rézbánya') arra is utalhatna, hogy a chip áramkörei rézből készültek, viszont valóságban az áramkörök alumíniumból vannak.
A későbbi Coppermine magos processzorokat már kupakkal gyártották, hogy elősegítsék vele a hőátadást. A kupaktól nem javult a hőátadás, mivel még egy réteget, fémet és hűtőpasztát képzett a mag és a hűtőborda közé, viszont nagyban hozzájárult, hogy a hűtő és a processzor összesimuljanak, ezáltal nagyobb legyen a hőleadás felülete. Korábban a meztelen magos CPU-kra elég körülményes volt felfektetni a hűtőket. Néhány processzorhűtő-gyártó a stabil fekvés érdekében az AMD Athlon processzoron található gumibakokhoz hasonló távtartókkal gyártotta a termékeit. Néhány rajongó rézkereteket gyártott, hogy a pontos érintkezést megoldják és a hűtő felszerelésekor a mag „lesarkazását” elkerüljék.

### Coppermine-T
A Coppermine-T a Coppermine és a Tualatin kódnevű magok közti átmenet, mivel támogatta az alacsonyabb és magasabb feszültséget is hogy az újabb és régebbi szabványú alaplapokban is lehessen használni.
Az Intel felhasználta a legújabb generációs, cD0 Stepping-es Coppermine magját és átalakította úgy, hogy - érzékelve az éppen aktuális értéket - 1,25V-os és 1,5V-os magfeszültség mellett is képes legyen működni. Ezzel a változtatással elérték a kompatibilitást az újabb szériás, FC-PGA2 csatlakozású Socket 370 alaplapokkal és a régi, FC-PGA-s gyártmányokkal egyaránt.
A Coppermine-T az egyetlen Coppermine, amin integrált hőelosztó kupak található.

### Tualatin

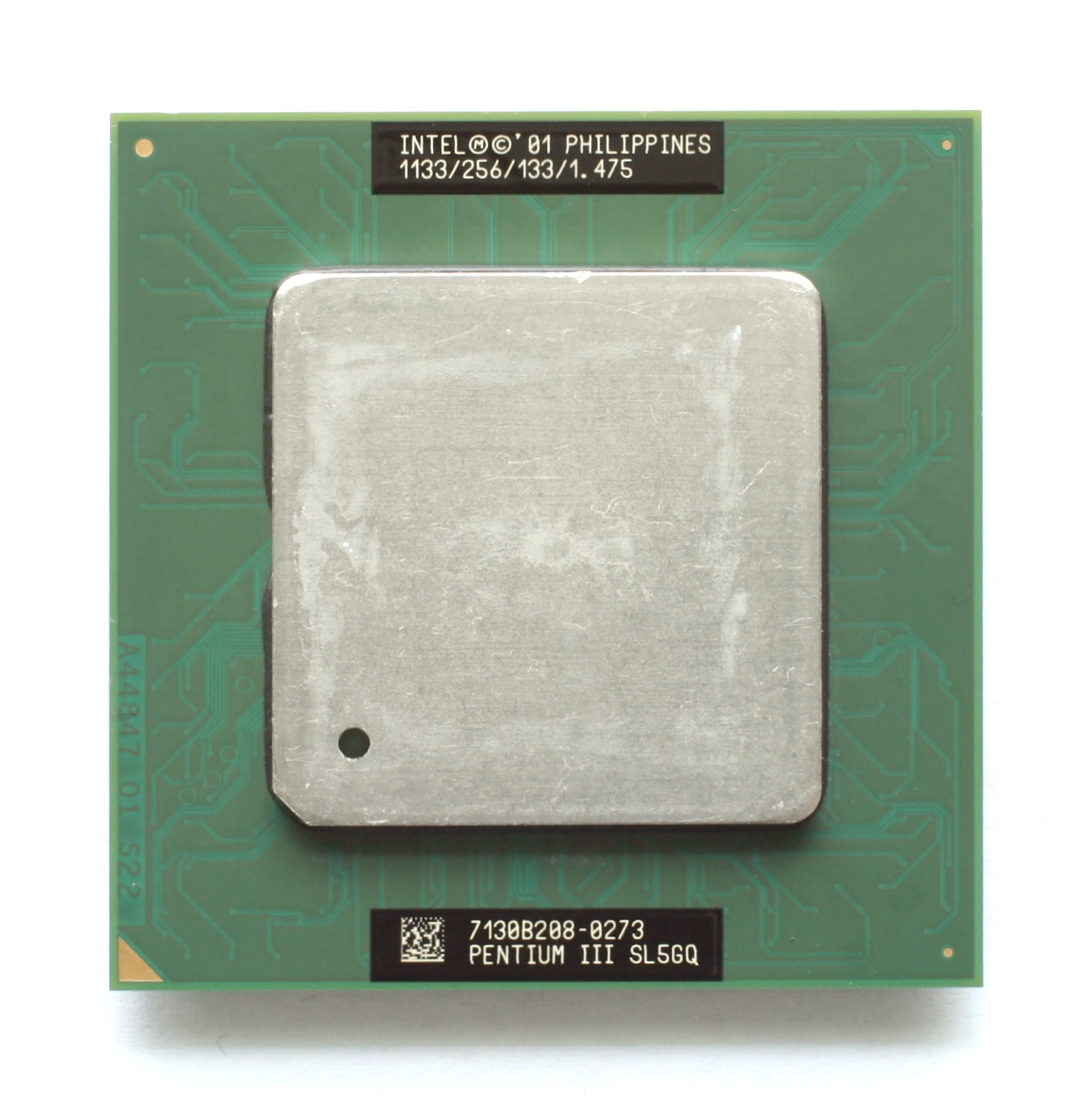
Az 1.13 GHz-es Intel Pentium III-T (Tualatin-256).

A harmadik kiadású Pentium III, vagyis a Tualatin magja már az újabb, 0,13 mikrométeres technológiával készült. 2001 és 2002 eleje között gyártották, 1,0, 1,13, 1,2, 1,26, 1,33 és 1,4 GHz-es órajelű típusokban. Teljesítményük nagyon jó volt, főleg az 512 KiB méretű másodszintű gyorsítótárral rendelkező Pentium III-S nevű daraboké. Ezeket eleinte olyan szerverekbe szánták, ahol a fogyasztás sokat számított (pl. „Blade” szerverek).
A Tualatin nagyon jó alapot képviselt a notebook-okba gyártott Pentium III-M processzorok fejlesztéséhez, mivel a Pentium 4 chipek a nagyobb fogyasztás révén alkalmatlanok voltak erre a feladatra. Ennek ellenére a Tualatin alapú Mobile processzorok kiváló egyensúlyt biztosítottak a fogyasztás és a teljesítmény mérlegén, így az izmosabb hordozható számítógépekbe és a vékonyabb, könnyebb verziókba is illettek.
A Tualatin magos Pentium III variánsokat általában ránézésre meg lehet különböztetni a Coppermine-alapú modellektől, az integrált hőelosztó kupak alapján. Ez alól kivétel a legutolsó Coppermine széria, aminél szintén jelen van a kupak - ez esetben ránézésre nem lehet különbséget tenni, mivel az FC-PGA és az FC-PGA2 tokozású processzorok külsőleg csak ebben különböznek.
A mag az oregoni Tualatin völgy és Tualatin-folyó után kapta a nevét, mivel ebben az övezetben hatalmas gyárai vannak a cégnek.
Érdekesség: tuningolva az 1400 MHz-es processzor akár 2000 MHz-et is produkálhat, tehát speciális szerver alaplapokkal 2x2000 MHz is előállhat (pl. MSI MS-9105  alaplapnál).

## Pentium III és az SSE
Mivel a Katmai mag ugyanazzal a 0,25 mikrométeres eljárással készült, mint a „Deschutes” Pentium II mag, ezért a lehető legkisebb szilíciumfelhasználással kellett az SSE utasításkészletet beleintegrálni. A 128 bites architektúra zsugorítását a 64 bites adatutak megduplázása, valamint a SIMD-FP szorzó és az x87 skaláris FPU szorzó egység egybeépítése oldotta meg. A létező 64 bites adatutak használatához a mag minden SIMD-FP utasítást két mikrooperandusként kezel.
A probléma ezzel az volt, hogy a Katmai mag hardver-implementációja ellentmondott az SSE utasításkészlet párhuzamosítási modelljével. Ez pedig egy dilemmát vetett fel a programozók közt: a Katmai alapú részleges, vagy a jövőbeli processzorok teljes SSE támogatásának irányába optimalizáljanak-e? A Katmai-féle SSE felé optimalizált programok a lehető legjobb teljesítményt hozták ki a Pentium III processzorokból, viszont félmegoldásnak maradtak meg a későbbi Intel processzorok alatt.

## A magok jellemzői

### Katmai (0,25 µm)
- L1 gyorsítótár: 16 + 16 KiB (adat + utasítás)
- L2 gyorsítótár: 512 KiB, külső, CPU modulon lévő, felezett órajelű chipek
- MMX, SSE
- Slot 1 (SECC, SECC2)
- FSB: 100, 133 MHz
- Feszültség: 2.0 V, (600 MHz: 2.05 V)
- Piacra kerülés: 1999. május 17.
- Órajel: 450 - 600 MHz
  - 100 MHz FSB: 450, 500, 550, 600 MHz
  - 133 MHz FSB: 533, 600 MHz (B-modellek)

### Coppermine (0,18 µm)
- L1 gyorsítótár: 16 + 16 KiB (adat + utasítás)
- L2 gyorsítótár: 256 KiB
- MMX, SSE
- Slot 1 (SECC2), Socket 370 (FC-PGA)
- FSB: 100, 133 MHz
- Feszültség: 1.6V, 1.65V, 1.70V, 1.76V (cD0)
- Piacra kerülés: 1999. október 25.
- Órajel: 500 - 1133 MHz
  - 100 MHz FSB: 500, 550, 600, 650, 700, 750, 800, 850, 900, 1000, 1100 MHz (E-modellek)
  - 133 MHz FSB: 533, 600, 667, 733, 800, 866, 933, 1000, 1133 MHz (EB-modellek)

### Coppermine-T (0,18 µm)
- L1 gyorsítótár: 16 + 16 KiB (adat + utasítás)
- L2 gyorsítótár: 256 KiB
- MMX, SSE
- Socket 370 (FC-PGA, FC-PGA2)
- FSB: 133 MHz
- Feszültség: 1,75 V
- Piacra kerülés: 2001. június
- Órajel: 800 - 1133 MHz
  - 133 MHz FSB: 800, 933, 1000, 1133 MHz

### Tualatin (0,13 µm)
- L1 gyorsítótár: 16 + 16 KiB (adat + utasítás)
- L2 gyorsítótár: 256 vagy 512 KiB, full speed
- MMX, SSE, Hardware prefetch
- Socket 370 (FC-PGA2)
- FSB: 133 MHz
- Feszültség: 1,45, 1,475 V
- Piacra kerülés: 2001
- Órajel: 1000 - 1400 MHz
  - Pentium III (256 KiB L2 gyorsítótár): 1000, 1133, 1200, 1333, 1400 MHz
  - Pentium III-S (512 KiB L2 gyorsítótár): 1133, 1266, 1400 MHz

## Az egyedi azonosító
A Pentium III volt az első processzor, amibe digitális úton egyedi szériaszámot ('PSN') égettek. Ezt a számot ki lehetett olvasni működés közben, ha a számítógép BIOS-ában be volt kapcsolva a funkció.
1999. november 29-én az Európai Parlament bejelentette, hogy ez a technológia ahhoz is vezethet, hogy európai felhasználók számára működésképtelenné váljanak a processzorok.
A cég úgy döntött később, hogy a Tualatin magos Pentium III-S processzorokból kiveszi ezt a funkciót. A PSN technológia használatára később sem került sor.